# Belén de Umbría
Belén de Umbría is een gemeente in het Colombiaanse departement Risaralda. De gemeente, gelegen in de uitlopers van de Cordillera Occidental, telt 26.603 inwoners (2005). De temperatuur is vanwege de hoogte aangenaam en constant met ongeveer 20 graden Celsius.

## Landbouw
Belén de Umbría maakt deel uit van de Eje Cafetero en is de nummer 1 koffieproducent van het departement Risaralda en de 10e belangrijkste producent van Colombia. Daarnaast is het de belangrijkste producent van bananen van Risaralda.
Apía · Balboa · Belén de Umbría · Dosquebradas · Guática · La Celia · La Virginia · Marsella · Mistrató  · Pereira · Pueblo Rico · Quinchía · Santa Rosa de Cabal · Santuario